# Persone di nome Giovanni/Generali
| Questa pagina contiene informazioni ricavate automaticamente dalle voci biografiche con l'ausilio del template Bio e di un bot. L'aggiornamento è periodico e automatico e ricostruisce completamente la pagina. Se manca una persona in questa lista, sei pregato di non aggiungerla, ma accertati piuttosto che la sua voce biografica contenga il template Bio e che i dati anagrafici siano correttamente compilati. Se il template Bio manca, inseriscilo tu stesso o, in alternativa, metti l'avviso {{tmp\|Bio}} che ne segnala la mancanza. Se i dati riportati sono sbagliati, correggi direttamente la voce biografica; le modifiche saranno visibili in questa lista entro pochi giorni. Per chiarimenti vedi il progetto antroponimi. La lista contiene solo le 77 persone che sono citate nell'enciclopedia e per le quali è stato implementato correttamente il template Bio. Pagina aggiornata al 6 ago 2025. |

Questa è una lista di persone presenti nell'enciclopedia che hanno il nome Giovanni e sono generali.

## A(6)
- Giovanni Francesco Aldobrandini, generale e diplomatico italiano (Firenze, n. 1545 - Varasdino, † 1601)
- Giovanni Amat Malliano, generale italiano (Sassari, n. 1753 - Genova, † 1833)
- Giovanni Ameglio, generale italiano (Palermo, n. 1854 - Roma, † 1921)
- Giovanni Angelo, generale, politico e nobile bizantino († 1348)
- Giovanni Arrighi, generale italiano (Lucca, n. 1861 - Desenzano del Garda, † 1923)
- Giovanni Axuch, generale bizantino (Nicea, n. 1087 - Costantinopoli)

## B(3)
- Eusebio Bava, generale e politico italiano (Vercelli, n. 1790 - Torino, † 1854)
- Giovanni Antonio Bettoni, generale e nobile italiano (Bogliaco, n. 1712 - Eger, † 1773)
- Giovanni Bruzzo, generale e politico italiano (Genova, n. 1824 - Torino, † 1900)

## C(18)
- Giovanni Pietro Luigi Cacherano d'Osasco, generale e nobile italiano (Asti, n. 1740 - Torino, † 1831)
- Giovanni Battista Cacherano di Bricherasio, generale italiano (Bricherasio, n. 1706 - Bricherasio, † 1782)
- Giovanni Battista Cagnol de la Chambre, generale italiano (Chambéry, n. 1756 - † 1833)
- Giovanni Cantacuzeno, generale bizantino († 1195)
- Giovanni Battista Caracciolo di Vietri, generale e nobile italiano (San Vito degli Schiavi, n. 1762 - † 1825)
- Giovanni Caravelli, generale e prefetto italiano (Frisa, n. 1961)
- Giovanni Casula, generale italiano (Villanova Monteleone, n. 1890 - Sassari, † 1983)
- Giovanni Cavalli, generale, inventore e politico italiano (Novara, n. 1808 - Torino, † 1879)
- Giovanni Battista Ceoletta, generale e aviatore italiano (Avesa, n. 1916 - † 1981)
- Giovanni di Chaldia, generale bizantino
- Giovanni Battista Chiossi, generale italiano (Domodossola, n. 1863 - Domodossola, † 1926)
- Giovanni Battista Ciocchi del Monte, generale e nobile italiano (Stato della Chiesa, n. 1518 - Mirandola, † 1552)
- Giovanni Battista Bernardino Ciravegna, generale italiano (Narzole, n. 1774 - Montpellier, † 1831)
- Giovanni Sinadeno, generale bizantino
- Giovanni Comneno Vataze, generale e funzionario bizantino (Filadelfia, † 1182)
- Giovanni Comneno, generale bizantino (Costantinopoli, n. 1020 - Costantinopoli, † 1067)
- Giovanni Curcuas, generale bizantino
- Giovanni Curcuas, generale bizantino

## D(4)
- Giovanni D'Antoni, generale italiano (Palermo, n. 1890 - Palermo, † 1958)
- Giovanni Ducas, generale bizantino (n. 1126 - † 1200)
- Giovanni d'Austria, generale, ammiraglio e diplomatico tedesco (Ratisbona, n. 1547 - Bouges, † 1578)
- Giovanni Battista d'Ornano, generale francese (Sisteron, n. 1581 - Castello di Vincennes, † 1626)

## E(1)
- Giovanni Esposito, generale italiano (Loreto Aprutino, n. 1882 - Roma, † 1958)

## F(4)
- Giambattista Fardella, generale e collezionista d'arte italiano (Trapani, n. 1762 - Napoli, † 1836)
- Giovanni Battista Federici, generale italiano (Genova, n. 1785 - Torino, † 1860)
- Giovanni Raimondo Folch III de Cardona, generale spagnolo (n. 1418 - † 1486)
- Giovanni Raimondo Folch IV de Cardona, generale spagnolo (n. 1446 - Arbeca, † 1513)

## G(5)
- Giovanni Tornike, generale e religioso georgiano (Monte Athos, † 985)
- Giovanni, generale bizantino
- Giovanni Rogatino, generale bizantino
- Giovanni Raffaele, generale bizantino
- Giovanni Giustiniani Longo, generale italiano (Genova, n. 1418 - Chio, † 1453)

## I(3)
- Giovanni Imperiali, generale italiano (Napoli, n. 1890 - Roma, † 1983)
- Giovanni Casimiro di Isenburg-Büdingen-Birstein, generale e nobile tedesco (Birstein, n. 1715 - Bergen, † 1759)
- Lodovico Isolani, generale italiano (Gorizia, n. 1586 - Vienna, † 1640)

## L(1)
- Giovanni l'Armeno, generale bizantino († 533)

## M(7)
- Giovanni Magli, generale e politico italiano (Barcellona Pozzo di Gotto, n. 1884 - Bari, † 1969)
- Giovanni Marciani, generale italiano (Mercato San Severino, n. 1886 - † 1964)
- Giovanni Battista Marieni, generale italiano (Bergamo, n. 1858 - Bergamo, † 1933)
- Giovanni Marzano, generale italiano (Napoli, n. 1918 - Antella, † 2010)
- Giovanni II di Merode, generale tedesco (Hessisch Oldendorf, † 1633)
- Giovanni Messe, generale e politico italiano (Mesagne, n. 1883 - Roma, † 1968)
- Giovanni Mystacon, generale bizantino

## N(1)
- Giovanni Nistri, generale italiano (Roma, n. 1956)

## O(1)
- Giovanni Battista Oxilia, generale italiano (Torino, n. 1887 - Grandola ed Uniti, † 1953)

## P(4)
- Giovanni Paleologo, generale bizantino
- Angelo Giovanni Pivano, generale italiano (Saluzzo, n. 1887)
- Giovanni Prelli, generale italiano (Novara, n. 1851 - Bologna, † 1919)
- Giovanni Provera, generale austriaco (Pavia - Venezia, † 1804)

## Q(1)
- Giovanni Quaglia, generale italiano (Torino, n. 1754 - † 1817)

## R(2)
- Giovanni Battista Raimondo, generale italiano (Rocchetta Nervina, n. 1863 - Firenze, † 1939)
- Giovanni Roberti di Castelvero, generale e aviatore italiano (Torino, n. 1883 - Sanremo, † 1958)

## S(4)
- Giovanni Salzano de Luna, generale italiano (Capua, n. 1790 - Napoli, † 1865)
- Giovanni Scita, generale e politico bizantino
- Giovanni Sironi, generale italiano (Gallarate, n. 1816 - Milano, † 1901)
- Giovanni Stewart, generale scozzese (n. 1481 - Mirefleurs, † 1536)

## T(4)
- Giovanni Tarcaniota, generale e nobile bizantino
- Giovanni Taronita, generale e funzionario bizantino (n. 1067)
- Giovanni Truglio, generale italiano (Sant'Agata di Esaro, n. 1959)
- Giovanni Tzibo, generale bizantino

## V(5)
- Giovanni Vecchi, generale italiano (Quistello, n. 1881)
- Vittorio Amedeo Vialardi di Verrone, generale italiano (Verrone, n. 1759 - † 1839)
- Filippo Vibò di Prales, generale italiano (Torino, n. 1735 - Torino, † 1821)
- Giovanni Villani, generale italiano (Milano, n. 1864 - Scrutto, † 1917)
- Giovanni Villata, generale italiano (Milano, n. 1777 - Vicenza, † 1843)

## W(1)
- Giovanni Ludovico di Wallmoden-Gimborn, generale inglese (Hannover, n. 1736 - Hannover, † 1811)

## Z(2)
- Giovanni Battista Zappi, generale italiano (Imola, n. 1816 - Firenze, † 1885)
- Giovanni Battista Zenati, generale italiano (Buttapietra, n. 1886 - Buttapietra, † 1959)